# Shota Ogawa
Shota Ogawa es un deportista japonés que compite en lucha grecorromana. Ganó una medalla de bronce en el Campeonato Mundial de Lucha de 2019, en la categoría de 55 kg.

## Palmarés internacional
| Campeonato Mundial | Campeonato Mundial     | Campeonato Mundial | Campeonato Mundial |
| Año                | Lugar                  | Medalla            | Categoría          |
| ------------------ | ---------------------- | ------------------ | ------------------ |
| 2019               | Nursultán (Kazajistán) | Medalla de bronce  | 55 kg              |